# NGC 3366
NGC 3366 (другие обозначения — IC 2592, IRAS10329-4325, ESO 264-7, MCG -7-22-24, PGC 31335) — спиральная галактика с перемычкой (SBb) в созвездии Парусов. Открыта Джоном Гершелем в 1836 году.
Этот объект входит в число перечисленных в оригинальной редакции «Нового общего каталога». Гершель указал ошибочные координаты объекта при открытии, и его независимо открыл Делайл Стюарт в 1899 году. Это открытие попало в Индекс-каталог как IC 2592.
В галактике наблюдается ядро, которое не проявляет признаков активности. В диске NGC 3366 наблюдается излом профиля поверхностной яркости.
Галактика NGC 3366 входит в состав группы галактик NGC 3366. Помимо NGC 3366 в группу также входят NGC 3262 и NGC 3263.